# Musica dei nativi americani
La musica dei nativi americani è la musica che viene utilizzata, creata o eseguita dai popoli indigeni del Nord America, inclusi i nativi americani degli Stati Uniti d'America, i popoli indigeni del Canada, i popoli indigeni del Messico e altri paesi nordamericani, in particolare la musica tribale tradizionale, come la musica Pueblo e la musica Inuit. Oltre alla musica tradizionale dei gruppi nativi americani, esistono ora generi pan-indiani e intertribali, nonché distinti sottogeneri nativi americani di musica popolare tra cui: rock, blues, hip hop, classica, musica da film e reggae, nonché stili popolari unici come il chicken scratch e la musica del Nuovo Messico. La manifestazione più importante di questo genere di musica è il Gathering of Nations che si svolge annualmente ad Albuquerque nel Nuovo Messico.

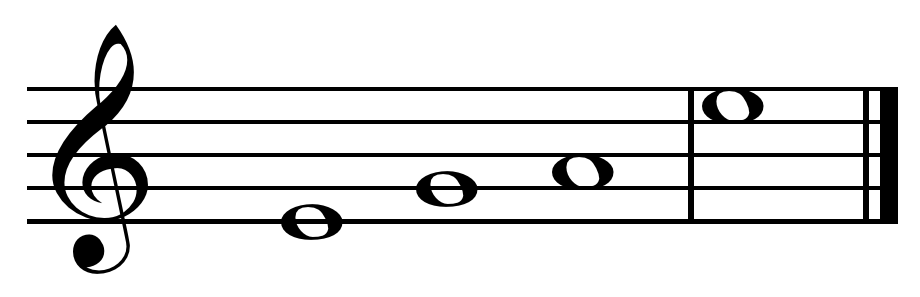
Scala tritonale di Mi

## Caratteristiche
Il canto e le percussioni sono gli elementi più importanti della musica tradizionale dei nativi americani. La vocalizzazione assume molte forme, che vanno dal canto solistico e corale al canto responsoriale, all'unisono e in più parti. Le percussioni, in particolare tamburi e sonagli, sono un accompagnamento comune per mantenere il ritmo costante per i cantanti, che generalmente usano la loro lingua madre o vocaboli non lessicali (sillabe senza senso). La musica tradizionale di solito inizia con ritmi lenti e costanti che crescono gradualmente più velocemente e con maggiore enfasi, mentre vari svolazzi come tremoli di tamburi e sonagli, grida e schemi accentati, aggiungono varietà e segnalano cambiamenti nelle prestazioni di cantanti e ballerini.
Sebbene ogni gruppo di nativi americani possa essere caratterizzato da generi e stili distinti, alcuni aspetti dello stile sono somiglianti tra gruppi di nativi che appartenevano a tribù vicine. Queste somiglianze vengono ulteriormente ampliate quando la musica e gli strumenti sono condivisi tra ciascuna tribù, rendendo facile trovare determinate caratteristiche nell'uso frequente. Le melodie di solito consistono in una scala più semplice della classica scala a otto toni della cultura orientale, trovandosi spesso nella scala pentatonica o tritonica.
La voce può variare da un suono teso, nasale o rilassato e consiste in timbri più alti, specifici nei cantanti maschi in cui il falsetto è molto diffuso. Il vibrato vocale, quando si verifica, è un rapido pulsare di diverse altezze come effetto maggiormente ornamentale. Gli schemi ritmici spesso si trovano in metri di due o tre e tengono conto dei ritmi vocali e della sincope per incorporarli. I modelli di chiamata e risposta sono comuni nelle parti vocali e l'ostinato può essere incluso anche nella parte delle percussioni.
I tamburi sono costituiti da tipi che vanno da tamburi a testa singola e a doppia testa. Altri strumenti a percussione sono costituiti da sonagli e "shaker" realizzati con carapace di tartaruga. Oltre agli strumenti a percussione e alla voce, un elemento comune sono gli strumenti come flauti, fischietti e altri strumenti che producono il suono mediante il respiro del musicista (corni, tubi, ecc.). Gli strumenti a corda, che possono essere percosse, pizzicate o piegate, includono quelli come l'arco musicale che ha avuto origine nelle Americhe, ma non appare spesso nella musica indigena contemporanea. Altri strumenti a corda includono chitarre e violini nativi la cui struttura e composizione variano da tribù a tribù.
Uno studio realizzato nel 2016 ha analizzato le caratteristiche della musica indigena in relazione ai contesti sociali e al soggetto lirico. Dopo aver analizzato oltre 2.000 brani della raccolta di musica nativa di Frances Densmore, lo studio è stato in grado di trovare anche la relazione tra argomenti come l'amore nelle canzoni, la varietà del tono e la tessitura. Le canzoni d'amore possono essere caratterizzate da tessiture alte e melodie spaziose, con intervalli più ampi. Inoltre, in molti casi, vengono percepite come "tristi", con liriche che trattano della partenza, della perdita o di un desiderio. Questo spiega la relazione tra il soggetto lirico e il movimento melodico relativamente lento e la dinamica bassa. Le canzoni di gioco, come quelle associate a "giochi di mocassini, mani e nascondino," hanno una durata media significativamente ridotta e una gamma e una varietà di tono limitate. È stato scoperto anche che le "canzoni curative" e la loro caratteristica di una gamma ristretta e una ripetizione comparativamente aumentata delle note basse, avevano probabilmente lo scopo di creare un suono rilassante che alleviasse il disagio. Per quanto riguarda la musica di persone specifiche, si è scoperto che le canzoni della natura Yuman hanno spesso una piccola estensione, un movimento melodico discendente e frequenti motivi musicali ripetuti. La collezione Densmore caratterizza anche le canzoni di guerra come aventi una gamma più ampia, un registro più alto e una maggiore diversità in termini di durata e tono. In confronto, anche le canzoni da ballo hanno queste distinzioni, sebbene possano esserlo in senso opposto, poiché hanno spesso registri più bassi. I canti da ballo sono simili ai canti degli animali per estensione, varietà del tono e registro primario.
Questo studio ha scoperto una visione significativa del fatto che molte di queste caratteristiche ("altezza del tono, tempo, dinamica e variabilità") hanno una relazione diretta con la risposta emotiva, facendola emergere indipendentemente dalla cultura, il che significa che caratteristiche simili di una cultura, la musica e la sua funzione, si troveranno spesso in altre culture nella stessa funzione. È così che Shanahan, Neubarth e Conklin sono stati in grado di utilizzare la raccolta di oltre 2.000 brani della Densmore per creare un'analisi di confronto tra soggetto e caratteristiche musicali.

### Testi e fonti delle canzoni
I testi delle canzoni dei nativi americani includono sia brani pubblici che canzoni segrete, dette "antiche e immutabili", che vengono utilizzate solo per scopi sacri e cerimoniali. Ci sono anche canti sacri pubblici, così come discorsi rituali che a volte sono percepiti come musicali a causa dell'uso del ritmo e della melodia. Questi discorsi rituali descrivono spesso direttamente gli eventi di una cerimonia, le ragioni e le ramificazioni della notte.
I vocaboli, o sillabe lessicalmente prive di significato, sono una parte comune in molti tipi di canzoni dei nativi americani. Segnano spesso l'inizio e la fine di frasi, sezioni o delle canzoni stesse, che spesso fanno un uso frequente di vocaboli e altri elementi intraducibili. Le canzoni traducibili includono canzoni storiche, come la " Shi' naasha" dei Navajo, che celebra la fine dell'internamento del loro popolo a Fort Sumner, nel Nuovo Messico nel 1868. Anche i canti delle bandiere tribali e gli inni nazionali sono una parte importante del corpus musicale dei nativi americani e un frequente inizio delle cerimonie pubbliche, in particolare i powwow. La musica dei nativi americani comprende anche una serie di canzoni di corteggiamento, canzoni da ballo e brani popolari americani o canadesi come "Amazing Grace", "Jambalaya" e "Sugar Time". Molte canzoni celebrano il raccolto, la stagione della semina o altri periodi importanti dell'anno.

## Ruolo sociale

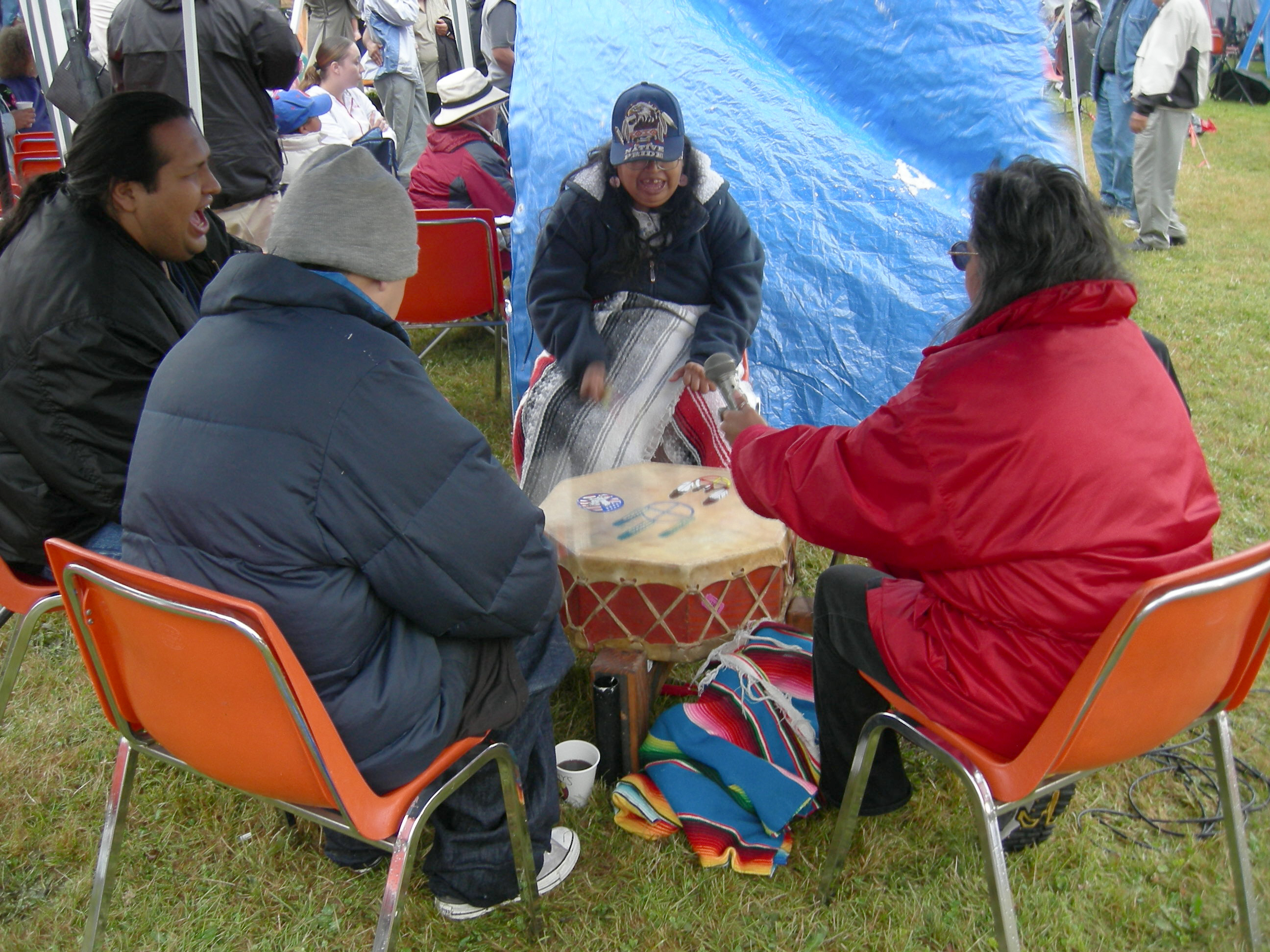
United Indians of All Tribes Foundation batteristi al Seafair Indian Days Pow Wow, Daybreak Star Cultural Center, Seattle, Washington

La musica dei nativi americani svolge un ruolo vitale nella storia e nell'educazione, con cerimonie e storie che trasmettono oralmente le usanze ancestrali alle nuove generazioni. Si dice che la musica cerimoniale dei nativi americani provenga da divinità o spiriti, o da individui particolarmente rispettati. I rituali sono modellati da ogni aspetto di una canzone, danza e costume, e ogni aspetto da delle informazioni sui "creatori, indossatori e simboli importanti per la nazione, la tribù, il villaggio, il clan, la famiglia o l'individuo". I nativi americani narrano storie attraverso il canto, la musica e la danza, e i fatti storici così diffusi sono parte integrante delle loro credenze. Leggende epiche e storie sugli eroi culturali fanno parte delle tradizioni musicali tribali e questi racconti sono spesso una parte iconica della cultura locale. Possono variare leggermente, di anno in anno, con la ricombinazione degli inizi e l'introduzione di lievi variazioni. Il Pueblo compone una serie di nuove canzoni ogni anno in un comitato che utilizza sogni e visioni.
Alcuni nativi americani vedono le canzoni come "proprietà" della tribù o dell'individuo che per primo le ha percepite. Ad esempio, se un individuo ricevesse la canzone in sogno o in una visione, la musica apparterrebbe a lui ed avrebbe il potere di dare la canzone a un altro. In altri casi, la musica sarebbe proprietà dei popoli da cui ha avuto origine.
Gli stili e gli scopi della musica variano notevolmente tra ogni tribù. Tuttavia, un concetto comune tra molti gruppi indigeni è una fusione di musica e potere. Ad esempio, i Pima sentono che molte delle loro canzoni sono state date all'inizio e cantate dal Creatore. Si credeva che alcune persone avessero più inclinazione al talento musicale di altre a causa del potere peculiare di un individuo.

### Genere

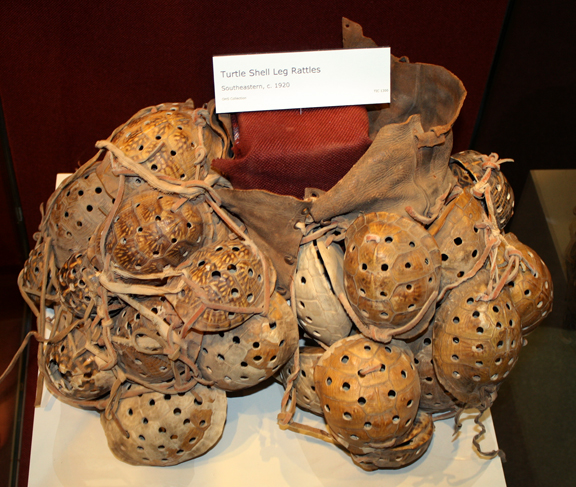
Sonagli per gambe in carapace di tartaruga da donna del sud-est, ca. 1920, collezione dell'Oklahoma History Center

All'interno di varie comunità, il genere gioca un ruolo importante nella musica. Uomini e donne svolgono ruoli specifici in molte attività musicali. Gli strumenti, le canzoni e le danze sono spesso peculiari dell'uno o dell'altro sesso e molte impostazioni musicali sono strettamente controllate dal sesso. Nei powwow moderni, le donne svolgono un ruolo fondamentale come coriste e ballerine. I Cherokee, ad esempio, tengono balli prima delle partite di stickball. In questi eventi pre-partita, uomini e donne eseguono danze separate e seguono regolamenti diversi. Gli uomini danzano in cerchio attorno a un fuoco, mentre le donne danzano sul posto. Gli uomini cantano le proprie canzoni, mentre le donne fanno cantare le loro da un "anziano". Mentre le canzoni maschili invocano potere, quelle femminili sottraggono potere alla squadra di stickball avversaria. In alcune società c'è l'usanza secondo la quale alcuni tamburi cerimoniali devono essere suonati solo da uomini. Tra gli indiani delle pianure meridionali, si crede che il primo tamburo sia stato dato a una donna dal Grande Spirito, che le ha ordinato di condividerlo con tutte le donne delle nazioni native. Tuttavia, esistono anche divieti contro le donne sedute al Beg Drum.
Molte culture musicali tribali hanno una relativa scarsità di canti e danze tradizionali femminili, specialmente nelle regioni del nord-est e del sud-est. Il sud-est, tuttavia, ospita una tradizione musicale femminile di primo piano nell'utilizzo dei sonagli da gamba per cerimoniali Stomp e danze di amicizia, e durante il gioco della palla a cavallo. Le tribù della costa occidentale del Nord America tendono a dare maggiore risalto alla musica femminile, con speciali canzoni d'amore per le donne, canzoni di guarigione e canzoni di giochi manuali; il sud-ovest è particolarmente vario nell'offerta musicale femminile, con importanti ruoli cerimoniali, strumentali e sociali nelle danze. Le donne svolgono anche un ruolo cerimoniale vitale nella Danza del sole delle Grandi Pianure e del Grande Bacino e cantano durante le danze sociali. Le donne Shoshone cantavano ancora le canzoni della Ghost Dance negli anni 1980.

## Storia
La musica e la storia orale sono strettamente intrecciate nella vita dei nativi americani. La storia di una tribù è costantemente raccontata e ripetuta, attraverso la musica, per mantenere viva una narrazione orale della storia. Queste narrazioni storiche variano ampiamente da tribù a tribù e sono parte integrante dell'identità tribale. Tuttavia, la loro autenticità storica non può essere verificata; a parte supposizioni e alcune prove archeologiche, la prima documentazione della musica dei nativi americani giunse con l'arrivo degli esploratori europei, anche se strumenti musicali e pittogrammi raffiguranti musica e danza sono stati datati fin dal VII secolo. Tuttavia, le prove archeologiche mostrano che gli strumenti musicali in Nord America risalgono almeno al periodo arcaico (circa 8000-1000 a.C.), con strumenti come i sonagli di carapace di tartaruga.
Bruno Nettl si riferisce allo stile dell'area del Grande Bacino come al più antico e comune in tutto il continente, prima della Mesoamerica, ma continuato solo nel Grande Bacino e nei generi di ninna nanna, giochi d'azzardo e racconti in tutto il continente. Uno stile, caratterizzato da una tecnica vocale rilassata e dall'ascesa, che potrebbe aver avuto origine nel Messico mesoamericano e poi diffuso verso nord, in particolare nelle aree musicali della California-Yuman e dell'Est. Secondo Nettl, questi stili presentano anche una semplicità ritmica "relativa" nella batteria e nelle percussioni, con materiale isometrico e scale pentatoniche nel canto, e l'utilizzo di motivi brevi per crearne delle sezioni più lunghe.
Nel progredire di questo processo, tre stili asiatici potrebbero aver influenzato la musica nordamericana, attraverso lo stretto di Bering, tutti caratterizzati da una tecnica vocale pulsante e più evidente nelle recenti tribù paleo-siberiane come Chuckchee, Yukaghir, Koryak. Inoltre, questi potrebbero aver influenzato le aree Pianure-Pueblo, Athabasca e Inuit-Northwest Coast. Secondo Nettl, il confine tra queste influenze del sud e le suddette influenze del nord sono le aree di maggiore complessità musicale: la costa nord-occidentale, la musica dei Pueblo e quella Navajo. Le prove di influenze tra la costa nord-occidentale e il Messico sono indicate, ad esempio, da fischietti a forma di uccello. L'area delle Pianure-Pueblo ha influenzato e continua a influenzare le culture vicine, con musicisti contemporanei di tutte le tribù che imparano generi pantribal influenzati da Pianure-Pueblo come le canzoni di Peyote.

### Influenza
Durante la sua permanenza negli Stati Uniti, il compositore Antonín Dvořák sostenne che il futuro della voce americana nella musica risiedeva in quella afroamericana e dei nativi americani e ne sostenne la crescita negli Stati Uniti. Egli aveva l'obiettivo di scoprire la "musica americana" e invitava i compositori americani a guardare a queste culture musicali per studio e ispirazione. Anche se le radici musicali dei nativi americani e degli afroamericani sono piuttosto diverse, esse condividono caratteristiche simili come melodie pentatoniche e ritmi complessi.
In questo studio del suono americano, Dvořák scrisse:
"La musica della gente è come un fiore raro e adorabile che cresce tra le erbacce invadenti. Migliaia ci passano accanto, mentre altri lo calpestano, e quindi è probabile che perisca prima che venga visto dall'unico spirito discriminante che lo apprezzerà sopra ogni altra cosa."
Durante questo periodo compose anche la sua Sinfonia n. 9, Dal nuovo mondo, che sarebbe diventata uno dei suoi più grandi successi.
Prima dell'esecuzione della sinfonia, chiarì il fatto che "l'opera è stata scritta sotto l'influenza diretta di un serio studio della musica nazionale degli indiani nordamericani". A quel tempo, Dvořák aveva l'impressione che la musica dei nativi americani fosse più simile alla musica afroamericana di quanto non fosse in realtà, a causa della presenza di melodie pentatoniche nelle canzoni delle due culture.

## Studio accademico
L'evidenza archeologica della musica dei nativi americani risale al periodo arcaico (ca. 8000-1000 a.C.). Tuttavia, la prima documentazione scritta proviene dall'arrivo degli esploratori europei nel continente americano e le prime ricerche accademiche risalgono alla fine del XIX secolo. Durante quel periodo, i primi musicologi e folkloristi raccolsero e studiarono la musica dei nativi americani e proposero teorie sugli stili indigeni.

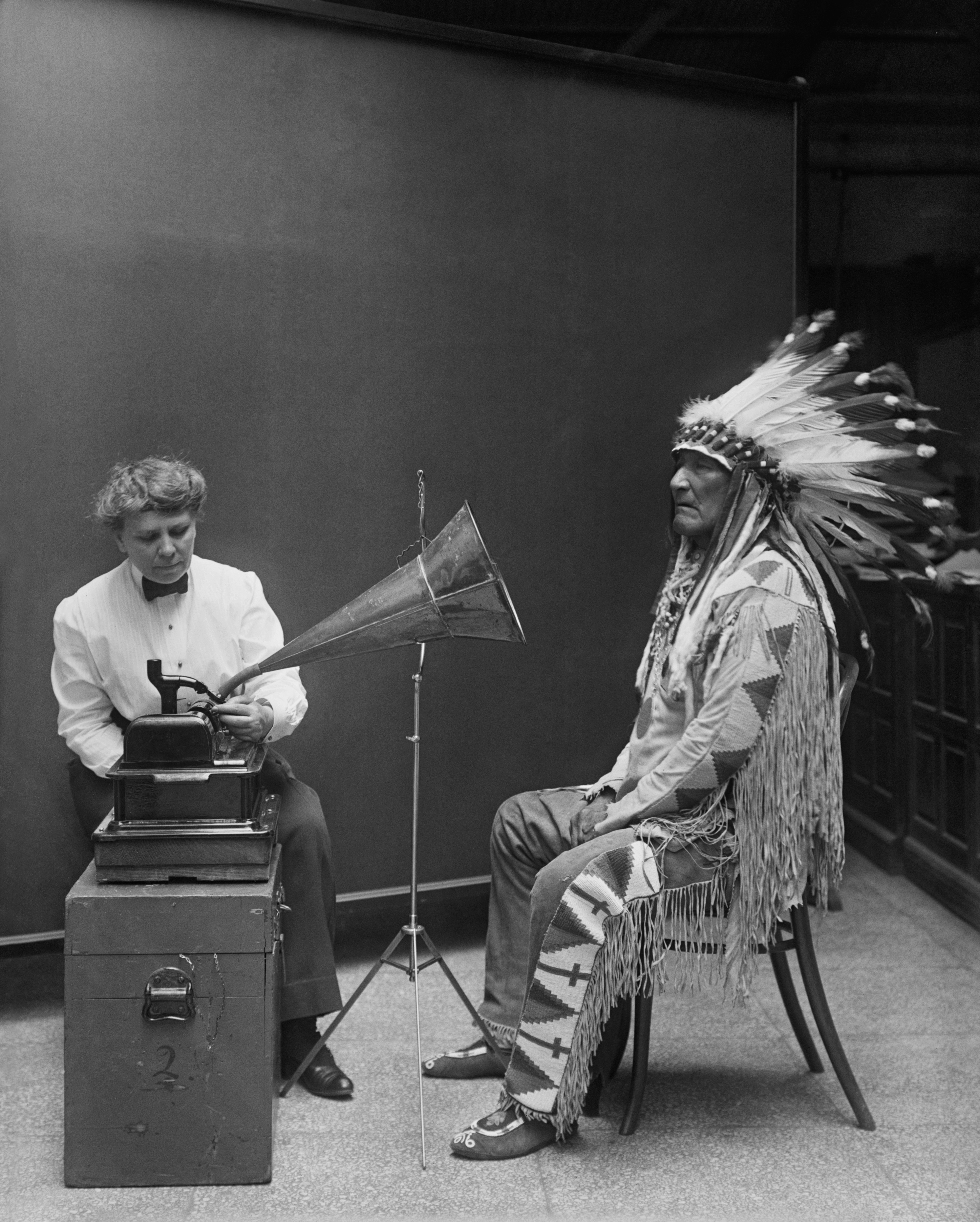
La Densmore registra il capo dei Piedi Neri, 1916

All'inizio del XX secolo, iniziarono ricerche più sistematiche. Erano guidate da musicologi comparati come Frances Densmore, Natalie Curtis, George Herzog e Helen Heffron Roberts. La Densmore fu la più prolifica dell'epoca, pubblicando più di cento opere sulla musica dei nativi americani. Da bambina aveva acquisito un apprezzamento per la musica indigena ascoltando i popoli del Dakota e nel corso della sua vita fu in grado di registrare oltre un migliaio di canzoni eseguite da nativi americani, in più di cinquanta anni, a partire dal 1907. Una distinzione che rende il suo lavoro così prezioso è che molte delle sue registrazioni sono state condotte con individui più anziani, poco influenzati dalla tradizione musicale occidentale, e coinvolgono una gamma impressionante di origini geografiche. Molte delle registrazioni da lei realizzate sono ora conservate nella Library of Congress per ricercatori e delegazioni tribali.
Più di recente, dagli anni 1950, la musica dei nativi americani è stata una parte della ricerca etnomusicologica, studiata da Bruno Nettl, William Powers e David McAllester, tra gli altri.

## Aree musicali
Nettl ha utilizzato le seguenti aree musicali che coincidono approssimativamente con le aree culturali di Wissler, Kroeber e Driver: Inuit-costa nord-occidentale, Grande Bacino, California-Yuman, Pianure-Pueblo, Athabascan e Eastern.

### Sud-ovest

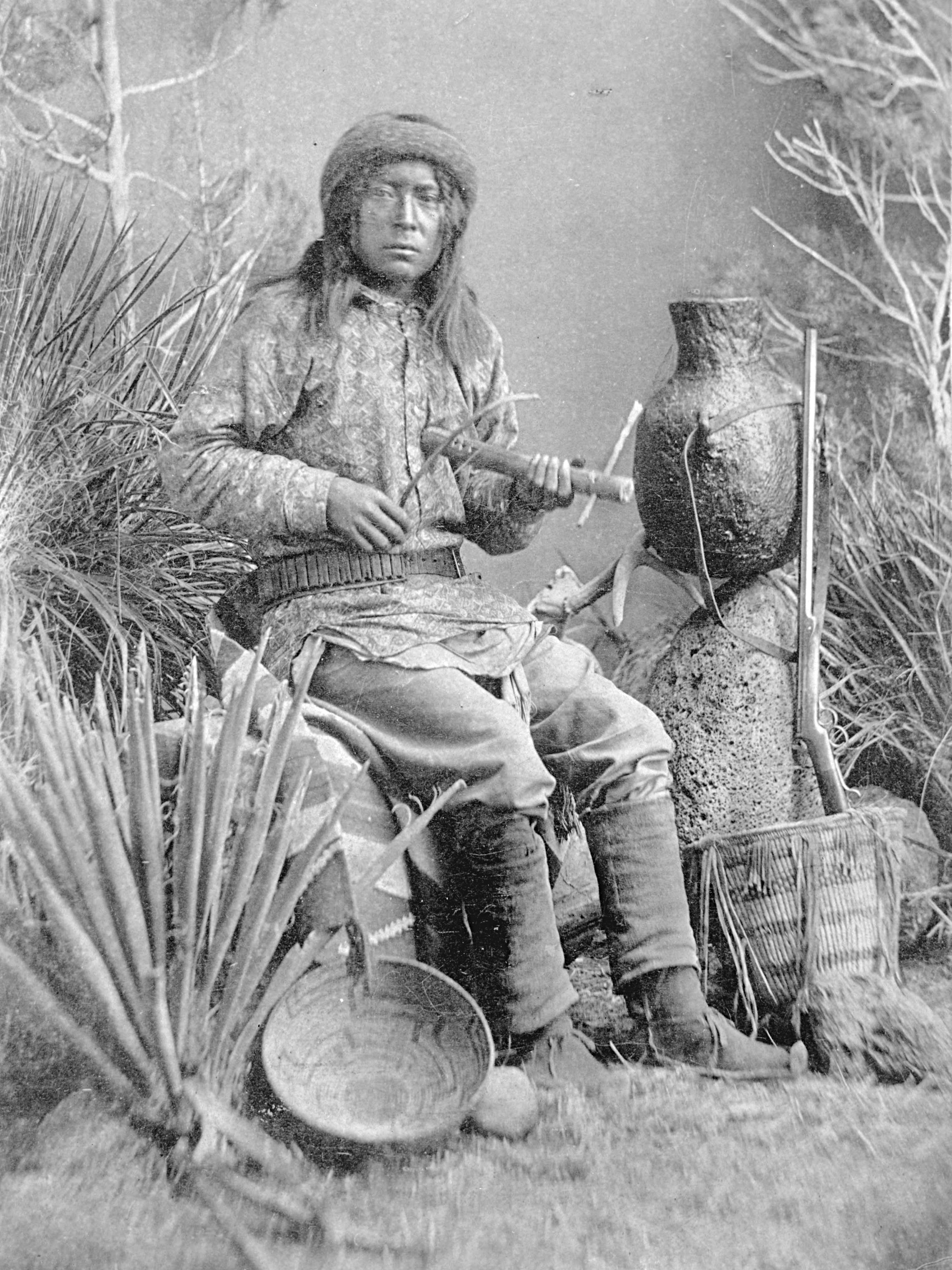
Chasi, un musicista Apache di Warm Springs che suona il "violino Apache", 1886, foto di A. Frank Randall

I nativi americani degli Stati Uniti sud-occidentali erano limitati agli idiofoni e agli aerofoni come mezzi per la produzione del suono a partire dal VII secolo. Gli idiofoni comprendevano: risonatori a tavole, tamburi a pedale, pietre per percussioni, idiofoni scossi, sonagli di vasi e campane di rame e argilla. Gli aerofoni includevano bullroarers, fischietti e flauti scomponibili, fischietti risonatori in argilla, trombe a conchiglia e strumenti ad ancia preistorici. Il flauto di legno era di particolare importanza.
L'arido sud-ovest americano ospita due ampi gruppi di culture strettamente correlate, la Pueblo e l'Athabaskan. Le tribù Southern Athabaskan Navajo e Apache cantano con voci nasali in stile Pianure con una monofonia non miscelata, mentre i Pueblo enfatizzano uno stile monofonico rilassato, di gamma bassa e altamente miscelato. Le canzoni Athabaskan sono veloci e usano tamburi o sonagli, oltre che uno strumento unico in questa zona, il "violino Apache", o "Tsii'edo'a'tl" che significa "legno che canta" nella lingua Apache.
Le canzoni dei Pueblo sono complesse e meticolosamente dettagliate, di solito con cinque sezioni divise in quattro o più frasi caratterizzate da formule introduttive e cadenzali dettagliate. Sono molto più lente nel tempo rispetto alle canzoni Athabaskan e usano vari strumenti a percussione come accompagnamento.
Nettl descrive la musica Pueblo, tra cui Hopi, Zuni, Taos Pueblo, San Ildefonso Pueblo, Santo Domingo Pueblo e molti altri, come una delle più complesse del continente, caratterizzata da una maggiore lunghezza e numero di toni di scala (esatonico ed eptatonico comune), varietà di forma, contorno melodico e accompagnamento percussivo che spazia tra un'ottava e una dodicesima, con complessità ritmica pari alla sottozona delle Pianure. Cita le canzoni di danza Kachina come quelle più complesse e il materiale Hopi e Zuni come il più complesso del Pueblo, mentre la musica Tanoan e Keresan è più semplice e intermedia tra quella delle pianure e dei Pueblo occidentali. La musica dei Pima e dei Tohono O'odham è intermedia tra le aree musicali delle Pianure-Pueblo e della California-yuman, con il movimento melodico dello yuman, sebbene comprenda l'ascesa, la forma e il ritmo del Pueblo.
Descrive altresì la musica dell'Athabascan meridionale, quella degli Apache e dei Navajo, come la più semplice accanto allo stile Grande Bacino, caratterizzata da forma strofica, voci tese che utilizzano pulsazioni e falsetto, scale tritoniche e tetratoniche in formazione di triade, ritmi semplici e valori di durata limitata (di solito solo due per brano), contorni melodici ad arco, e ampi intervalli melodici con predominanza di terze minori e maggiori e quarte e quinte giuste con salti di ottava non rari. Le canzoni del Peyote condividono le caratteristiche della musica Apache e di quella delle Pianure-Pueblo essendo stata promossa tra le pianure dal popolo Apache.
Le caratteristiche strutturali della musica California-Yuman, tra cui quella di Pomo, Miwak, Luiseno, Catalineno e Gabrielino, e le tribù Yuman, tra cui Mohave, Yuman, Havasupai, Maricopa, utilizzano l'aumento in quasi tutte le canzoni, un tecnica vocale rilassata e non pulsante (come la musica classica europea), una quantità relativamente grande di materiale isoritmico, alcune tendenze isoritmiche, ritmi semplici, scale pentatoniche senza semitoni, un'estensione melodica media di un'ottava, sequenza e figure sincopate come una semicroma, una croma e una semicroma. La forma di salita utilizzata varia in tutta l'area, di solito essendo ritmicamente correlata alla precedente sezione non ascendente ma differendo per materiale melodico o tono. L'aumento non può essere superiore al tono più alto della sezione originale, ma conterrà un numero molto maggiore di toni più alti. In California il non-aumento è di solito una frase reiterata e l'aumento è la frase trasposta un'ottava più in alto; gli Yuman usano un non-aumento di lunghe sezioni ripetute ciascuna composta da diverse frasi, l'aumento è da tre a cinque frasi eseguite solo una volta, e nella California meridionale si trovano le due forme precedenti e progressive. Uno strumento tipicamente californiano è il "batacchio", uno strumento a percussione, realizzato spaccando un ramo di sambuco, utilizzato per accompagnare cantanti e ballerini.
Nel sud della California, oggi, la musica tradizionale dei Cahuilla è mantenuta viva nell'esecuzione dei "canti degli uccelli" che sono un ciclo di canzoni che descrivono la storia della migrazione verso sud del popolo Cahuilla e contengono anche lezioni sulla vita e altri argomenti. Complessivamente, sono costituiti da più di 300 brani musicali, tradizionalmente eseguiti in una sequenza specifica. Le esibizioni dei canti degli uccelli iniziavano al tramonto e finivano all'alba, ogni notte per una settimana, fino al completamento del ciclo. In quanto tale, la destrezza fisica e vocale erano attributi molto ricercati negli artisti.

### Foreste orientali

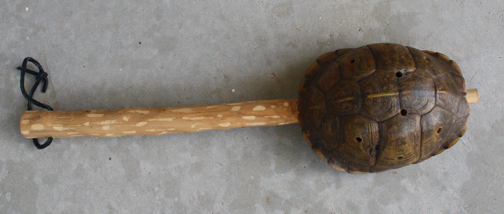
Sonaglio da uomo in carapace di tartaruga, prodotto da Tommy Wildcat (Cherokee - Muscogee - Natchez

Abitando un'ampia fascia degli Stati Uniti e del Canada, i popoli indigeni delle foreste orientali, secondo Nettl possono essere distinti dall'antifona (canto in stile chiamata e risposta), che non si trova in altre aree. Il loro territorio comprende il Canada marittimo, il New England, il Medio Atlantico degli Stati Uniti, i Grandi Laghi e le regioni del sud-est. Le canzoni sono ritmicamente complesse, caratterizzate da frequenti cambi di metrica e da una stretta relazione con la danza rituale. Flauti e fischietti sono strumenti solisti e viene utilizzata un'ampia varietà di tamburi, sonagli e bacchette. Nettl descrive l'area musicale orientale come la regione tra il fiume Mississippi e l'Oceano Atlantico. Gli stili più complessi sono quelli del Southeastern Creek, Yuchi, Cherokee, Choctaw, Irochesi e il loro gruppo linguistico, con lo stile più semplice che è quello del gruppo linguistico algonchino comprendente Delaware e Penobscot. Gli Shawnee di lingua algonchina hanno uno stile relativamente complesso influenzato dalle vicine tribù del sud-est.
Le caratteristiche di quest'intera area includono brevi frasi iterative; ripristino delle relazioni, grida prima, durante e dopo il canto delle scale pentatoniche anemitoniche, ritmi e metri semplici e, secondo Nettl, tecniche antifonali o responsoriali inclusa la " polifonia imitativa rudimentale". Il movimento melodico tende a discendere gradualmente in tutta l'area e le voci includono una moderata quantità di tensione e pulsazione.

### Pianure
Estendendosi attraverso il Midwest americano fino al Canada, la musica dell'area delle Grandi Pianure è nasale, con toni alti e frequenti falsetti, con una discesa a gradoni (una discesa graduale verso il basso di un'ottava) in una monofonia non miscelata. Le strofe usano la ripetizione incompleta, nel senso che le canzoni sono divise in due parti, la seconda delle quali viene sempre ripetuta prima di tornare all'inizio.
I grandi tamburi di pelle a doppia testa sono caratteristici delle tribù delle pianure e sono comuni anche i flauti solisti ("flageolet").
Nettl descrive gli indiani delle pianure centrali, dal Canada al Texas: Piedi Neri, Crow, Dakota, Cheyenne, Arapaho, Kiowa e Comanche, come la sottozona più tipica e semplice dell'area musicale Pianure-Pueblo. La musica di quest'area è caratterizzata da un'estrema tensione vocale, pulsazione, preferenza melodica per quarte perfette e un'estensione che indica una decima, complessità ritmica e aumento della frequenza delle scale tetratoniche. Le musiche degli Arapaho e dei Cheyenne intensificano queste caratteristiche, mentre le tribù del nord, in particolare la musica dei Piedi Neri, presentano materiale più semplice, gamme melodiche più piccole e minore tonalità di scala.
La musica Arapaho include canti cerimoniali e profani, come la ritualistica Danza del Sole, eseguita in estate quando le varie bande del popolo Arapaho si riunivano. I canti tradizionali Arapaho consistono in due sezioni che mostrano una discesa a terrazze, con un'estensione maggiore di un'ottava e scale tra quattro e sei toni. Altri canti cerimoniali venivano ricevuti in visioni o insegnati come parte delle iniziazioni di un uomo, nella società, secondo la sua fascia d'età. Le canzoni profane includono una serie di danze sociali, come le danze girotondo di tre metri e le canzoni per ispirare guerrieri o imprese recenti. Ci sono anche canzoni che si dice siano insegnate da uno spirito guardiano, che dovrebbero essere cantate solo quando il destinatario è vicino alla morte.

### Grande Bacino
La musica del Grande Bacino è semplice, discreta e ornata, caratterizzata da melodie brevi con un'estensione inferiore a un'ottava, monofonia moderatamente miscelata, voci rilassate e aperte e, cosa insolita, struttura a frasi accoppiate, in cui una frase melodica, ripetuta due volte, è alternata con una o due frasi aggiuntive. Una canzone di questo tipo potrebbe essere schematizzata come segue: AA BB CC, AA BB CC, ecc.
Nettl descrive la musica del Grande Bacino, scarsamente popolato, compresa la maggior parte del deserto dello Utah e del Nevada (Paiute, Ute, Shoshoni) e parte dell'Oregon meridionale (Modoc e Klamath), come "estremamente semplice", con intervalli melodici in media poco più di una quinta perfetta, molte scale tetratoniche e forme brevi. La maggior parte delle canzoni sono iterative con ogni frase ripetuta una volta, anche se si trovano canzoni occasionali con ripetizioni multiple. Molte canzoni Modoc e Klamath contengono solo una frase ripetuta e molte delle loro scale solo da due a tre note (ditonica o tritonica). Questo stile è stato portato nelle Grandi Pianure dalla religione della Danza degli Spiriti che ha avuto origine tra i Paiute, e molto spesso presenta schemi di frasi accoppiate e uno stile vocale rilassato e non pulsante. Herzog attribuisce le semplici ninna nanna, le storie di canzoni e le canzoni di gioco, che si trovano storicamente in tutto il continente, alla musica del Grande Bacino che è stata preservata attraverso il relativo isolamento culturale e la scarsa popolazione.

### Costa nordoccidentale
Le voci aperte con monofonia sono comuni nel nord-ovest del Pacifico e nella Columbia Britannica, sebbene si trovi anche della polifonia (questa è l'unica area del Nord America con polifonia nativa). Caratteristici sono anche gli intervalli cromatici che accompagnano lunghe melodie, e i ritmi complessi e declamatori, derivanti dal discorso. La strumentazione è più diversificata rispetto al resto del Nord America e comprende un'ampia varietà di fischietti, flauti, corni e strumenti a percussione.
Nettl descrive la musica dei Kwakwaka'wakw, Nuu-chah-nulth, Tsimshian, Makah e Quileute come tra la più complessa del continente, assieme alla musica delle nazioni Salish (Nlaka'pamux, Nuxálk e Sliammon e altri direttamente ad est delle tribù del nord-ovest) come intermediaria tra queste tribù della costa nord-occidentale e la musica Inuit. La musica delle tribù Salish, e ancor più quella della costa nordoccidentale, intensifica i tratti significativi della musica Inuit, tuttavia il suo movimento melodico è spesso di tipo pendolare ("saltando ad ampi intervalli da un limite all'altro dello stesso"). Anche la musica della costa nordoccidentale "è tra le più complicate del continente, soprattutto per quanto riguarda la struttura ritmica", caratterizzata da intricati schemi ritmici distinti ma legati alla melodia vocale e alle percussioni rigide. C'è anche l'uso non registrato della polifonia incipiente sotto forma di "droni" o intervalli paralleli oltre alle forme antifonali e responoriali. Le voci sono estremamente tese, producono contrasto dinamico, ornamenti e pulsazioni e spesso usano anche più accenti improvvisi in un tono tenuto.

### Artico

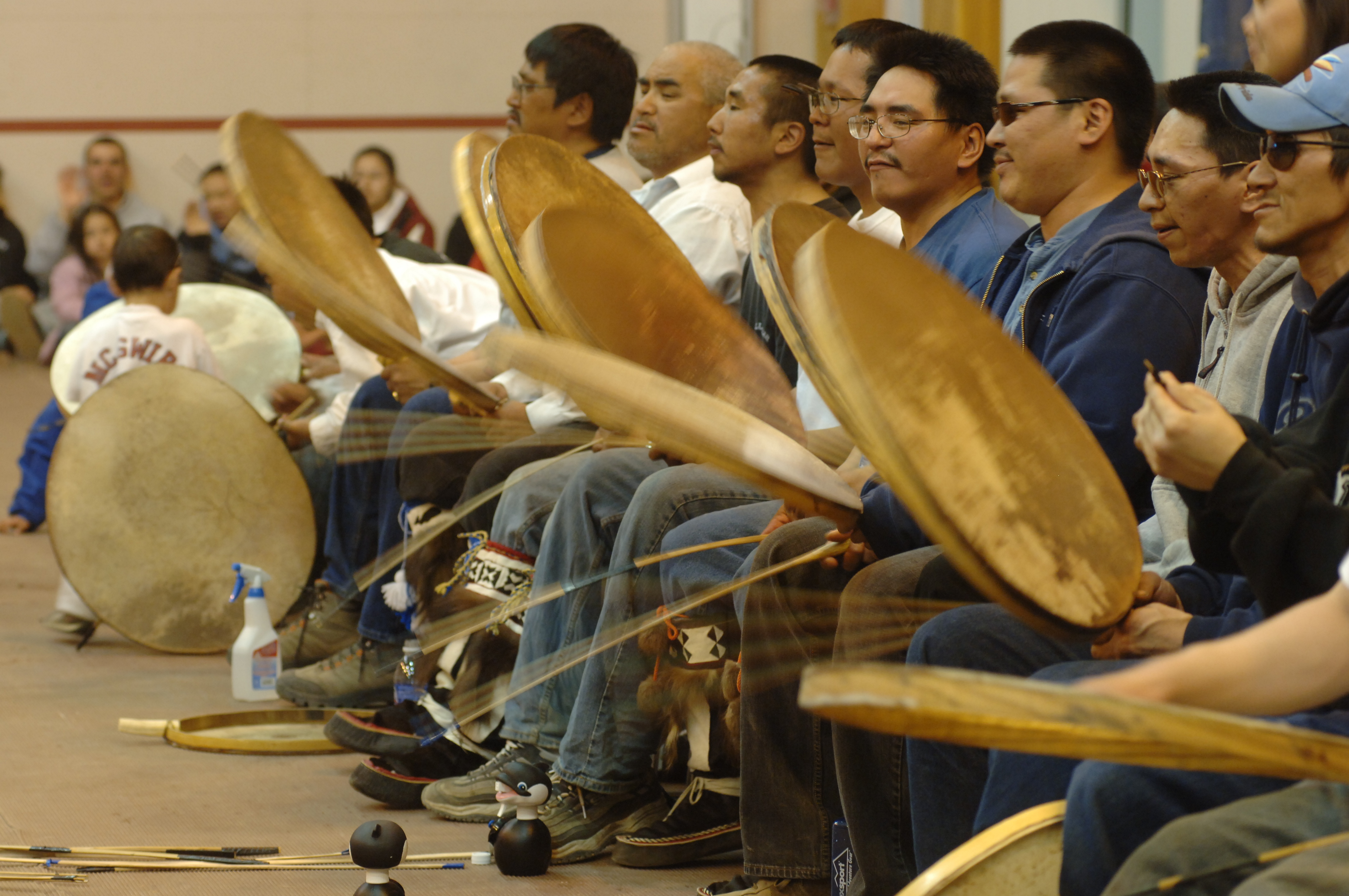
Percussionisti Iñupiaq a Utqiaġvik, Alaska

Gli Inuit dell'Alaska, dei Territori del Nord-Ovest, del Territorio dello Yukon, del Nunavut e della Groenlandia sono ben noti per il loro canto di gola, un metodo insolito di vocalizzare che si trova solo in poche culture in tutto il mondo. La forma tradizionale di canto di gola Inuit di solito coinvolge due donne, in una posizione faccia a faccia, in cui una esecutrice imposta uno schema ritmico con suoni sonori o sordi, e l'altra riempie le lacune del ritmo con questi suoni. Questi sono molto diversi da quelli del canto di gola tuvano, che include sfumature di fischi e suoni nasali, ma soprattutto un suono basso: "ringhio". Producono invece suoni attraverso l'inalazione o l'espirazione, il più delle volte una miscela di entrambe, a ritmo veloce, producendo una performance musicale atletica. Il canto di gola viene utilizzato come base per un gioco tra gli Inuit in cui ogni artista cerca di mantenere il ritmo del duetto senza fallire. Il vincitore di questo gioco è quello che batte il maggior numero di persone in questi concorsi. Melodie a raggio stretto ed effetti declamatori sono comuni, come nel nord-ovest. Le note ripetute segnano la fine delle frasi. I tamburi a scatola, che si trovano altrove, sono comuni, così come un tamburo a mano simile a un tamburello. Inoltre, i popoli dell'Artico usavano il ruggito dei tori per i giocattoli dei bambini o per un rituale che indurisce la neve per facilitare gli spostamenti. Nettl descrive la musica "eschimese" come una delle più semplici del continente, elencando caratteristiche tra cui canto recitativo, organizzazione ritmica complessa, gamma melodica relativamente piccola in media di circa una sesta, risalto delle terze maggiori e delle seconde minori dal punto di vista melodico, con movimento melodico ondulato.

## Musica intertribale

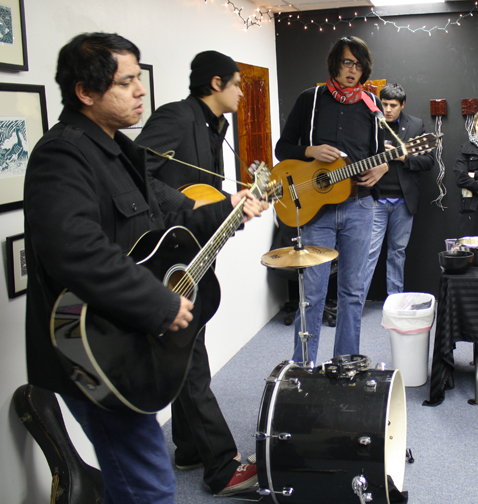
The Wake Singers, gruppo di musicisti Oglala Lakota

Molti generi musicali sono comuni a più tribù. Il pantribalismo è l'adozione sincretica di tradizioni da comunità straniere. Dall'ascesa degli Stati Uniti e del Canada, i nativi americani hanno forgiato un'identità comune e inventato la musica pan-indiana, tra cui: powwow, canzoni del peyote e la Ghost Dance.
La Ghost Dance si diffuse nelle tribù delle pianure negli anni 1890 e molte canzoni vengono cantate ancora oggi. Sono caratterizzate da voci rilassate e una gamma ristretta. Canzoni di peyote derivate da preghiere nella Chiesa dei nativi americani, usano una melodia discendente e una monofonia. Si usano sonagli e tamburi d'acqua, con un ritmo veloce. La Danza del Sole e la Danza dell'Erba delle pianure sono le radici dei powwow intertribali, che presentano musica con discesa a terrazze e voci nasali, entrambe caratteristiche delle pianure.
Un esempio di canzone intertribale è la canzone AIM, che usa i vocaboli per renderla accessibile a persone di tutte le tribù. Tuttavia, a causa delle sue origini dal popolo Lakota e Ojibwe, conserva ancora alcune caratteristiche delle pianure settentrionali e dei Grandi Laghi.
John Trudell (Santee Dakota) ha lanciato un nuovo genere di poesia parlata negli anni 1980, iniziando con Aka Graffiti Man (1986). Il decennio successivo ha visto ulteriori innovazioni nella musica popolare dei nativi americani, tra cui Robbie Robertson (di The Band) che ha pubblicato una colonna sonora per un documentario, Music for the Native Americans, che ha visto un successo limitato, così come Verdell Primeaux e Johnny Mike hanno modernizzato canzoni di peyote, che hanno iniziato a sperimentare in Sacred Path: Healing Songs of the Native American Church.
Il Waila (o musica chicken scratch dei Tohono O'odham) ha guadagnato la fama di artisti come gli Joaquin Brothers nelle comunità dei nativi americani, mentre crew hip hop come WithOut Rezervation e Robby Bee &amp; the Boyz From the Rez (Reservation of Education) hanno sperimentato le musiche dei nativi americani nell'hip hop. Nel XXI secolo la portavoce principale della musica contemporanea dei nativi americani è Martha Redbone i cui album pluripremiati Home of the Brave (2002) e Skintalk (2005) hanno incorporato sia le canzoni tradizionali che i riferimenti culturali in una miscela di soul, funk, rock e jazz che ha raggiunto il pubblico in tutta Europa e in Giappone, nonché nelle comunità urbane degli Stati Uniti. Nel frattempo, giovani musicisti nativi come Red Earth (vedi "Zia Soul" (2003) ), DJ Abel, Derek Miller, Ethnic DeGeneration, War Water e Casper stanno producendo musica underground eccezionale (che va dall'hip-hop al funk al reggae al metal) sfidando gli stereotipi dei nativi (senza supporto di etichetta).
L'opera degli indiani d'America è una tradizione musicale intertribale, creata quando Gertrude Bonnin, un'attivista dello Yankton Dakota, collaborò con un compositore classico, William Hanson, per creare l'opera, Sun Dance nel 1913. La cantante lirica mezzosoprano Cherokee Nation, Barbara McAlister si è esibita in molte compagnie d'opera e ha cantato al Metropolitan Opera House di New York. I gruppo Brulé Lakota e l'American Indian Rock Opera creano spettacoli musicali contemporanei su vasta scala, tra cui "Concert for Reconciliation of the Cultures".

### Flauto nativo americano

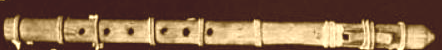
Un flauto tradizionale Yuchi.

Il flauto dei nativi americani ha raggiunto una certa fama per il suo suono distinto, utilizzato in una varietà di registrazioni new age e world music. La sua musica era usata nel corteggiamento, nella guarigione, nella meditazione e nei rituali spirituali.
La fine degli anni 1960 vide un revival delle radici incentrato sul flauto, con una nuova ondata di flautisti e artigiani come Doc Tate Nevaquaya (Comanche) e Carl Running Deer. Notevoli e pluripremiati flautisti nativi americani comprendono: Mary Youngblood, Kevin Locke, Charles Littleleaf, Jay Red Eagle, Robert Tree Cody, Robert Mirabal, Joseph Firecrow e Jeff Ball. Tommy Wildcat è un flautista contemporaneo, che realizza i tradizionali flauti di canna del fiume Cherokee. Di particolare importanza è R. Carlos Nakai (Changes, 1983), che ha raggiunto lo status di disco d'oro e la credibilità mainstream per la sua miscela del flauto con altri generi contemporanei.
Il flauto dei nativi americani è l'unico al mondo costruito con due camere d'aria: c'è una divisione, all'interno dello strumento, tra la camera d'aria superiore (lenta) e quella inferiore che ha il fischietto e i fori per le dita. La camera superiore funge anche da risonatore secondario, che conferisce al flauto il suo suono caratteristico. C'è un foro nella parte inferiore della camera d'aria "lenta" e un foro quadrato (generalmente) nella parte superiore della camera di suono. Un blocco (o "uccello") con un distanziatore è legato sopra il flauto per formare un flusso d'aria sottile e piatto per il foro del fischietto (o "finestra"). Alcuni flauti più moderni utilizzano un sottosquadro nel blocco o nel flauto per eliminare la necessità di un distanziatore.
Il flauto "tradizionale" dei nativi americani è stato costruito utilizzando misure basate sul corpo umano: la lunghezza del flauto è la distanza dall'ascella al polso, quella della camera d'aria superiore equivale a un pugno, la distanza dall'imboccatura al primo foro è anch'essa di un pugno, la distanza tra i fori è di un pollice e la distanza dall'ultimo foro alla fine generalmente ancora di un pugno. A differenza della musica occidentale, quella tradizionale degli indiani d'America non aveva riferimenti di intonazione standard come A440, quindi i flauti non erano standardizzati per l'intonazione.
I flauti storici dei nativi americani sono generalmente accordati su una variazione della scala pentatonica minore (come si farebbe suonando i tasti neri su un pianoforte), che conferisce allo strumento il suo caratteristico suono lamentoso. Recentemente alcuni produttori hanno iniziato a sperimentare scale diverse, offrendo ai musicisti nuove opzioni melodiche. Inoltre, i flauti moderni sono generalmente accordati in chiavi da concerto (come La o Re) in modo che possano essere facilmente suonati con altri strumenti. Le tonalità fondamentali dei moderni flauti nativi americani abbracciano un'estensione di circa tre ottave e mezza, da Do 2 a La 5.
I flauti dei nativi americani hanno più comunemente 5 o 6 fori, ma gli strumenti possono averne da nessuno a sette (incluso un foro per il pollice). Vari produttori utilizzano scale e diteggiature diverse per i loro flauti.
Alcuni moderni flauti nativi americani sono chiamati flauti "drone" e sono due (o più) flauti accoppiati insieme. Generalmente, la camera del bordone suona una nota fissa contro la quale l'altro flauto può suonare in armonia.

### Batteria

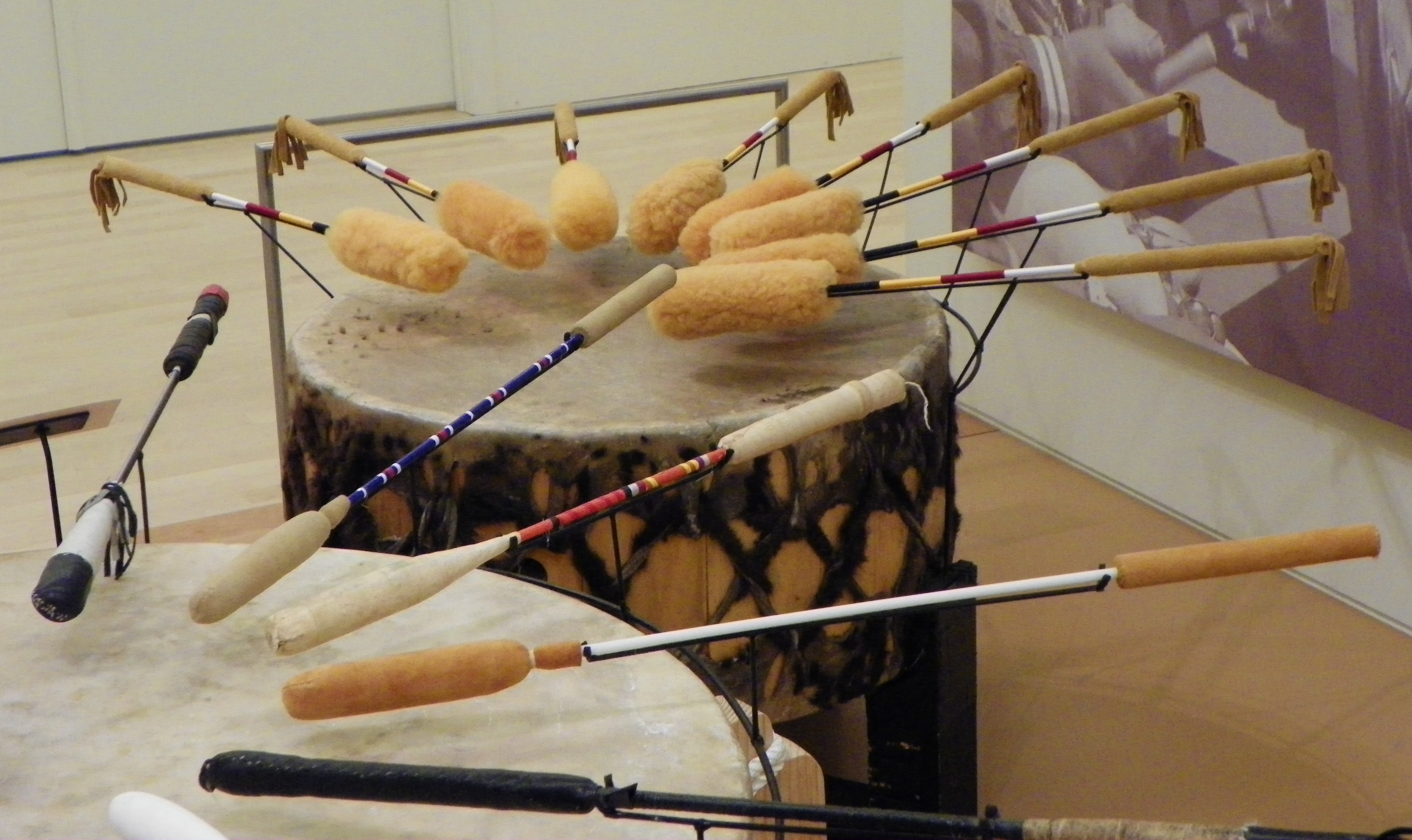
Tamburo e bacchette a riposo

I tamburi sono molto influenti nella musica indiana americana. Diverse tribù hanno tradizioni diverse sui loro tamburi e su come suonarli. Per i tamburi da ballo più grandi o di tipo powwow, la costruzione di base è molto simile nella maggior parte delle tribù: un telaio di legno o un tronco intagliato e scavato, con pelle di daino o pelle di alce grezza tesa da tendini attraverso l'apertura. Tradizionalmente i tamburi degli indiani d'America sono grandi, da 60 a 90 cm di diametro, e sono suonati in comune da gruppi di cantanti che siedono intorno ad essi in cerchio. Per i tamburi più piccoli a mano a una sola faccia, viene utilizzato un telaio o un guscio più sottile e la superficie di pelle grezza è posizionata su un solo lato, con allacciatura sull'altro. Altri tipi includono due stili di base di "tamburi d'acqua": il tipo irochese e il tipo Yaqui. Il tamburo d'acqua irochese è un piccolo recipiente di legno, a forma di coppa, con acqua al suo interno e una pelle conciata inumidita tesa attraverso l'apertura superiore; l'umidità e la compattezza della pelle conciata producono cambiamenti di tono mentre il tamburo viene suonato. Il tipo di tamburo d'acqua Yaqui è in realtà una mezza zucca, di grandi dimensioni, che galleggia in una vasca d'acqua come una bolla in superficie; la superficie rotonda esterna della zucca viene percossa con una bacchetta di tamburo e le vibrazioni vengono amplificate usando la vasca d'acqua come risonatore.
Un altro tipo di tamburo chiamato "tamburo del piede" è stato trovato in diversi siti archeologici di nativi americani del sud-ovest e della California centrale, abitati o precedentemente abitati, dalle tribù indiane Miwok, Maidu, Nahua e Hopi. Questi tamburi erano spesso tronchi cavi di sezione trasversale a semicerchio posati su fosse "risonanti" ricoperte di legno posizionate secondo l'usanza nei kiva o nelle case da ballo. I tamburi venivano suonati calpestando il tronco cavo con i pali della struttura usati per stabilizzarla.

### Premi

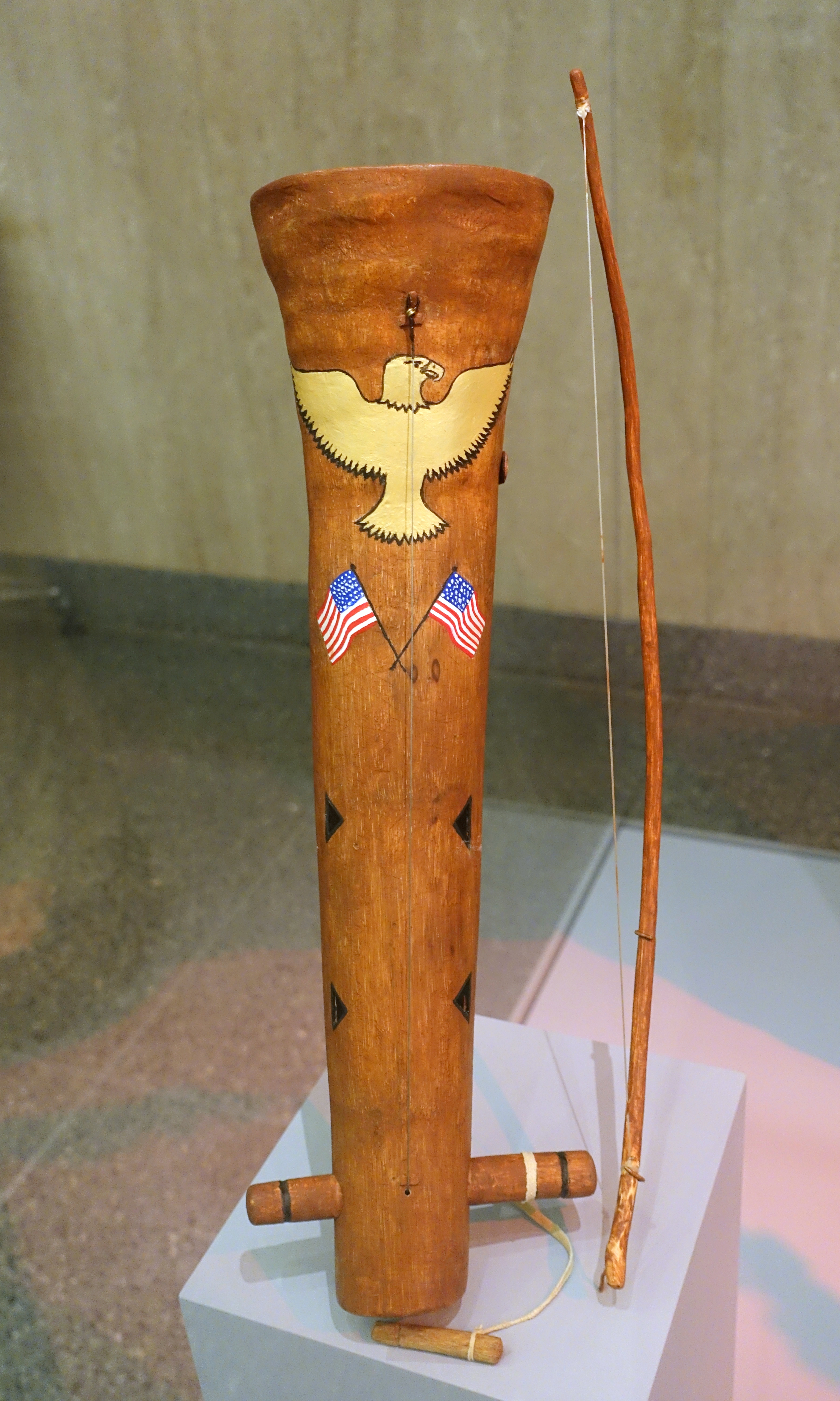
Esemplare di violino Apache.

Il Native American Music Awards, che ha proposto con successo il Grammy Award per il miglior album di musica nativa americana, è stato lanciato nel 1998 e continua a tenersi ogni anno. È stato il primo programma di premi nazionali per la musica dei nativi americani in Nord America. I premi sono nati dalla necessità di un maggiore riconoscimento alle iniziative musicali dei nativi americani e rimangono la più grande organizzazione professionale basata sui membri nel mondo.
Dal 2001 al 2011, gli American Grammy Award hanno conferito un premio annuale per il miglior album di musica nativa americana e i Canadian Juno Award assegnano un premio annuale per la registrazione aborigena dell'anno. Il 6 aprile 2011, è stato annunciato che il Grammy Award per il miglior album di musica dei nativi americani sarebbe stato fuso con le categorie Best Hawaiian Music Album e Best Zydeco o Cajun Music Album in una nuova categoria, Best Regional Roots Music Album. Questo cambiamento faceva parte di una massiccia ristrutturazione delle categorie dei Grammy.

## Campioni
- Media:Bice'waan Song.ogg è una registrazione della Library of Congress, raccolta da Alice Cunningham Fletcher e Francis La Flesche e pubblicata nel 1897. Il cantante è George Miller, nato probabilmente intorno al 1852. È stata descritta come: "La vera canzone d'amore, chiamata dall'Omaha Bethae waan, una vecchia designazione e non un nome descrittivo, e cantata generalmente al mattino presto, quando l'amante è all'appuntamento e sta aspettando che la fanciulla emerga dalla tenda e vada alla sorgente. Queste canzoni appartengono al corteggiamento segreto e a volte sono chiamate "Me-the-g'thun wa-an", canzoni di corteggiamento.... Erano cantate senza tamburo, campana o sonaglio, per accentuare il ritmo, poiché subordinate alla tonalità e si sentono solo nelle frasi musicali.... Le vibrazioni allo scopo di dare maggiore espressione non erano solo influenzate dal tremolo della voce, ma erano esaltate da un gesto della mano, o da uno spruzzo di artemisia davanti alle labbra, mentre il corpo spesso ondeggiava dolcemente al ritmo del canto (Fletcher, 1894, p. 156)."